# Simplorbites
Simplorbites es un género de foraminífero bentónico de la subfamilia Orbitoidinae, de la familia Orbitoididae, de la superfamilia Orbitoidoidea, del suborden Rotaliina y del orden Rotaliida. Su especie tipo es Simplorbites cupulimis. Su rango cronoestratigráfico abarca el Maastrichtiense (Cretácico superior).

## Clasificación
Simplorbites incluye a las siguientes especies:
- Simplorbites cupulimis †
- Simplorbites gensacicus †
  - Simplorbites gensacicus giganteus †
  - Simplorbites gensacicus nummularius †
  - Simplorbites gensacicus secans †
  - Simplorbites gensacicus var. popaniformia †
- Simplorbites papyraceus †